# Universal Audio
Universal Audio ist ein US-amerikanischer Hersteller von professioneller Audiotechnik.
Das Unternehmen wurde ursprünglich 1958 von Bill Putnam gegründet und gilt als richtungsweisender Entwickler und Hersteller von Aufnahme-, Misch- und Audiosignalverarbeitungshardware für die Anwendung in professionellen Aufnahmestudios, Live-Beschallungsanlagen und in der Rundfunkübertragung. Universal Audio war seit den 1950er Jahren für viele Innovationen in der Aufnahme- und Beschallungstechnik verantwortlich, wozu der moderne Aufbau von Mischpulten, die Equalizer pro Kanal (EQ) oder Effektanschlüsse (auch genannt Send/Aux-Busse) gehören. Die Firma wurde später in „UREI“ umbenannt und enthielt eine Division namens „Teletronix“. Das heutige Unternehmen ist eine 1999 erfolgte Neugründung durch Putnams Söhne, Bill Putnam Jr. und James Putnam. 

## Geschichte

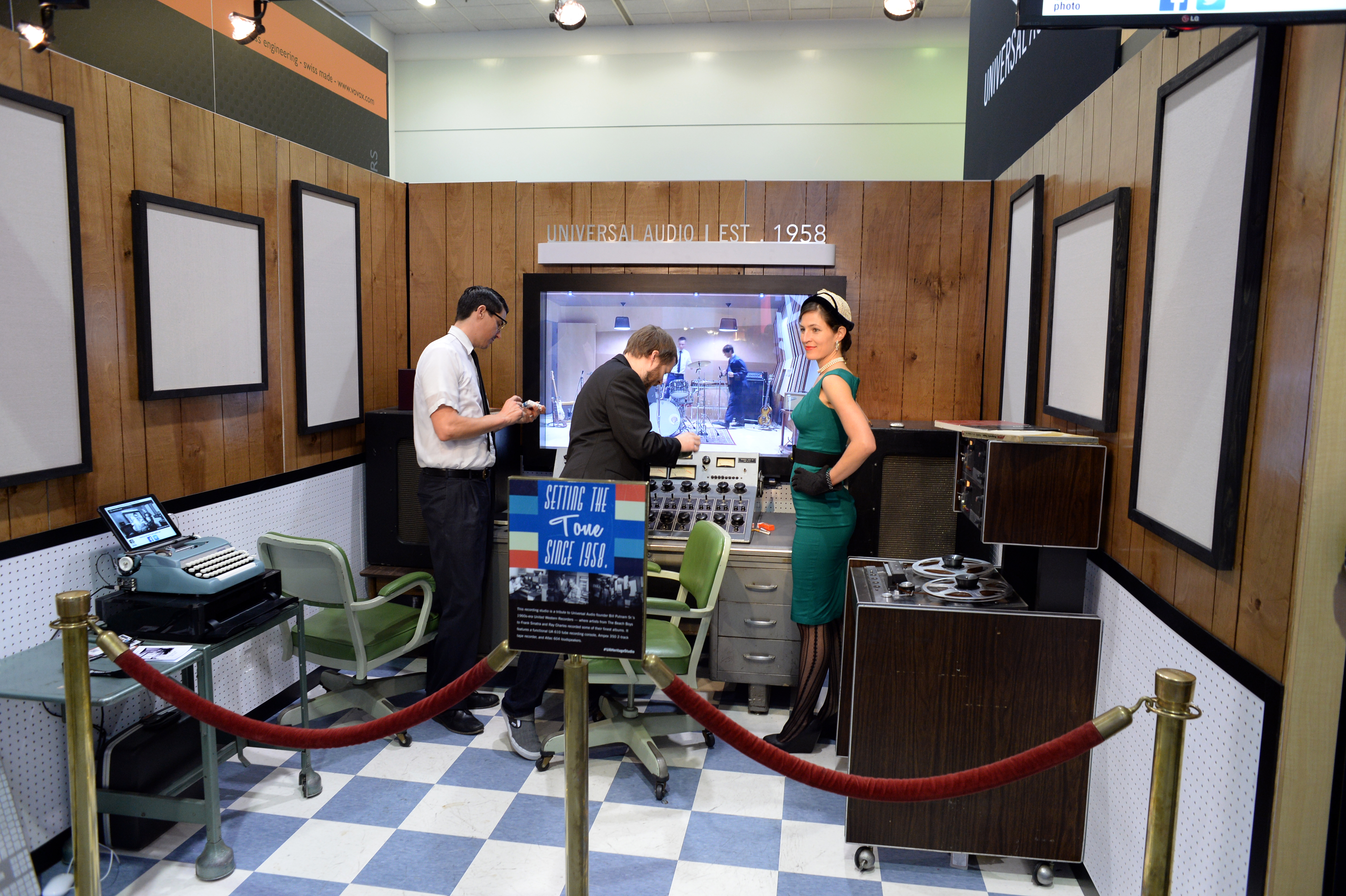
Historisches Aufnahmestudio bei der NAMM Show 2015

### Illinois
Bill Putnam Sr. gründete 1946 in Evanston (Illinois) die Universal Recording Corporation mit der Absicht, im Rahmen der Auftragsproduktion für andere Plattenfirmen kommerzielle Musikaufnahmen zu erstellen. Die Entwicklungs- und Herstellungsseite wurde von Putnams zweiter Firma, Universal Audio parallel angeboten. 1947 zog Putnam mit seinen Firmen nach Chicago, Illinois, wo er den ersten erfolgreichen Song mit künstlich erzeugtem Halleffekt in einer Herrentoilette aufnahm: Peg o’ My Heart von The Harmonicats. Das Stück wurde 1,4 Millionen Mal verkauft und verschaffte der Universal Recording Corp. einen enormen Schub an neuen Aufträgen.
Universal Recording diente Putnam jedoch auch als Testplattform für die Entwicklung experimenteller Studiotechniken. Die Tonstudios waren der Ort, an dem als erstes die Tape-Repeat-Funktion in einer Aufnahme genutzt wurde, der Ort mit der ersten abgetrennten Aufnahmekabine, der ersten Aufnahme mit mehreren Overdubs über einer Einzelstimme, der ersten 8-Spur-Aufnahmeversuche und der ersten Experimente mit half-speed-Disc Mastering.
1949 erhielt die Universal Recording ein Patent für das so genannte „Double Feature“, einer Methode, um zwei Lieder auf jede Seite einer 10-Zoll-Schallplatte zu pressen. Diese Technologie wurde von Cook Records in New York entwickelt und offiziell an Universal Records lizenziert.
Chicago Blues Label wie Vee-Jay, Mercury und Chess Records kamen mangels eigener Tonstudios zu Universal Recording, um ihre Hits aufzunehmen. Muddy Waters, Willie Dixon, Bo Diddley, Little Walter und Chuck Berry nahmen Songs auf. Von Seiten des Jazz kamen Stan Kenton, Tommy Dorsey, Count Basie, Dizzy Gillespie, Ella Fitzgerald, Sarah Vaughn, Nat King Cole. Bill Putnam war Duke Ellingtons Lieblingstechniker.
1955 kam Universal Recording in Schwung. Das Studio war die am meisten fortgeschrittene und größte unabhängige Einrichtung der USA. Bekannte Produzenten und Techniker wie Nelson Riddle, Mitch Miller und Quincy Jones kamen für ihre Big Band und Orchesteraufnahmen in das Studio. Bruce Swedien begann seine Arbeit bei Universal Recording.

### Hollywood

#### United Recording Corp.
Putnams Kunden schlugen ihm vor, ein Aufnahmestudio an der Westküste einzurichten, was er 1957 auch verwirklichte. Er verkaufte seine Anteile an Universal Recording und baute unter dem Namen United Recording Corporation in Hollywood, Kalifornien neue Studios in ein bereits bestehendes Gebäude. 1958 wurde das Studio B fertiggestellt, welches mit zwei Hallkammern ausgestattet war. Die Einrichtung wuchs auf drei Aufnahmestudios, drei Masteringräume, ein Mischstudio und einen Mixdown-Raum sowie einer kleinen Tonträgerherstellungseinrichtung an. Alle Studios waren rund um die Uhr ausgebucht, beschäftigt mit TV- und Filmvertonungen, Filmmusik- und Pop-Musikaufnahmen. Hanna-Barbera nutzte die Studios, um Stimmen für The Flintstones aufzunehmen.

#### United Western
Western Records, ein konkurrierendes Studio nur einen Block entfernt, wurde 1961 von Bill Putnam erworben. Beide Einrichtungen kombinierten ihre Namen zu United Western Recording (UWR). Das Geschäft lief weiter, dank Künstlern wie Frank Sinatra, Bing Crosby, Dean Martin, Sammy Davis Jr., Nat King Cole, Johnny Mercer, Ray Charles und The Mamas and the Papas, die alle ihre Hits dort aufnahmen.
Das Studio ist immer noch unter dem Namen East West Studios an 6000 Sunset Boulevard in Hollywood in Betrieb. Das Originalstudiodesign wurde größtenteils nicht verändert.

#### UREI und Teletronix
Unabhängig von den Studioereignissen operierte Universal Audio im Obergeschoss des ersten Hollywood-Gebäudes unter dem neuen Namen United Recording Electronics Industries (UREI) weiter. Die Herstellungs- und Entwicklungsfirma akquirierte die Patente für den elektro-optischen LA-2A Stereo-Leveling-Amplifier. UREI erwarb außerdem National Intertel, welches dann zur Teletronix Division wurde. Aus diesem Erwerb entsprang die Technologie, die 1968 für die Entwicklung des 1176LN Peak Limiters und 1108 FET Vorverstärkers genutzt wurde.
Andere beliebte UREI Produkte waren beispielsweise der LA-4 Elektro-Optische-Kompressor und Limiter, der UREI Teletronix LA-3A Elektro-Optische-Leveling-Amplifier sowie die UREI Equalizer für die 500er Serie. 1976 lagerte UREI seine Herstellung und das Servicecenter nach Sun Valley (Kalifornien) aus.

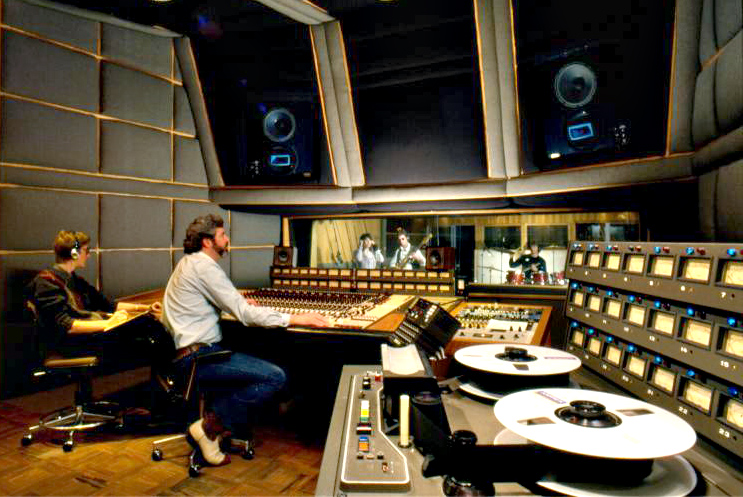
Tonstudio mit zwei UREI 813s oberhalb des Fensters

Edward M. Long von E.M. Long Associates in Oakland (Kalifornien) arbeitete mit UREI zusammen, um 1977 die 813er Studiomonitorserie zu entwickeln.
1985 verkaufte Putnam die Studios sowie die Herstellungsabteilung und verließ die Branche. JBL kaufte den Namen UREI sowie alle Serviceverträge und veröffentlichte 1986 die „JBL-UREI“ Produktserie mit dem 5547A Grafik-Equalizer. Putnam starb 1989.
2005 begann Soundcraft eine Serie 1620LE UREI-by-Soundcraft, Produkte zu veröffentlichen, wobei „LE“ für „Limited Edition“ stand. Der Mixer war eine Erneuerung des UREI1620, ein 1980er Jahre Klon von Rudy Bozaks DJ-Mixer-Klassiker dem CMA-10-2DL. Soundcraft stattete die neue Produktlinie mit einer eigenen Website aus.